# Campeonato Paraibano de Futebol Feminino de 2008
O Campeonato Paraibano de Futebol Feminino de 2008 foi a 1ª edição oficial do principal torneio de futebol feminino do estado da Paraíba. A competição foi organizada pela Federação Paraibana de Futebol e contou com a participação de 8 times.
A equipe campeã foi a Atlética Portuguesa, da treinadora Gleide Costa, que assegurou vaga na Copa do Brasil de Futebol Feminino de 2008.

## Regulamento
Os oito times foram divididos em dois grupos, jogando entre si em turno em returno. Ao final de cada turno, os dois melhores colocados de cada grupo avançaram para as semifinais, disputadas em jogo único. A equipe vencedora da partida final de cada turno garantiu classificação para a final do campeonato, disputada em dois jogos.

### Critérios de desempate
Caso haja empate de pontos entre dois ou mais clubes, os critérios de desempates são aplicados na seguinte ordem:
1. Número de vitórias
2. Saldo de gols
3. Gols marcados
4. Confronto direto
5. Número de cartões vermelhos
6. Número de cartões amarelos

## Equipes Participantes
Abaixo, a lista dos clubes participantes do campeonato.
| Equipe                                          | Cidade         |
| ----------------------------------------------- | -------------- |
| Auto Esporte Clube                              | João Pessoa    |
| Centro Comunitário Conjunto Lucia Braga - CCCLB | João Pessoa    |
| Esporte Clube Flamengo Paraibano                | João Pessoa    |
| Goiás Esporte Clube                             | Santa Rita     |
| Associação Atlética Portuguesa                  | João Pessoa    |
| River Plate Futebol Clube                       | Guarabira      |
| Santa Cruz Recreativo Esporte Clube             | Santa Rita     |
| Treze Futebol Clube / 1001 Idéias               | Guarabira[TFC] |

Nota
- IEC. ^  O Treze Futebol Clube, de Campina Grande, participou do campeonato em parceria com a equipe do 1001 Idéias, de Guarabira.